# Dominio SH2

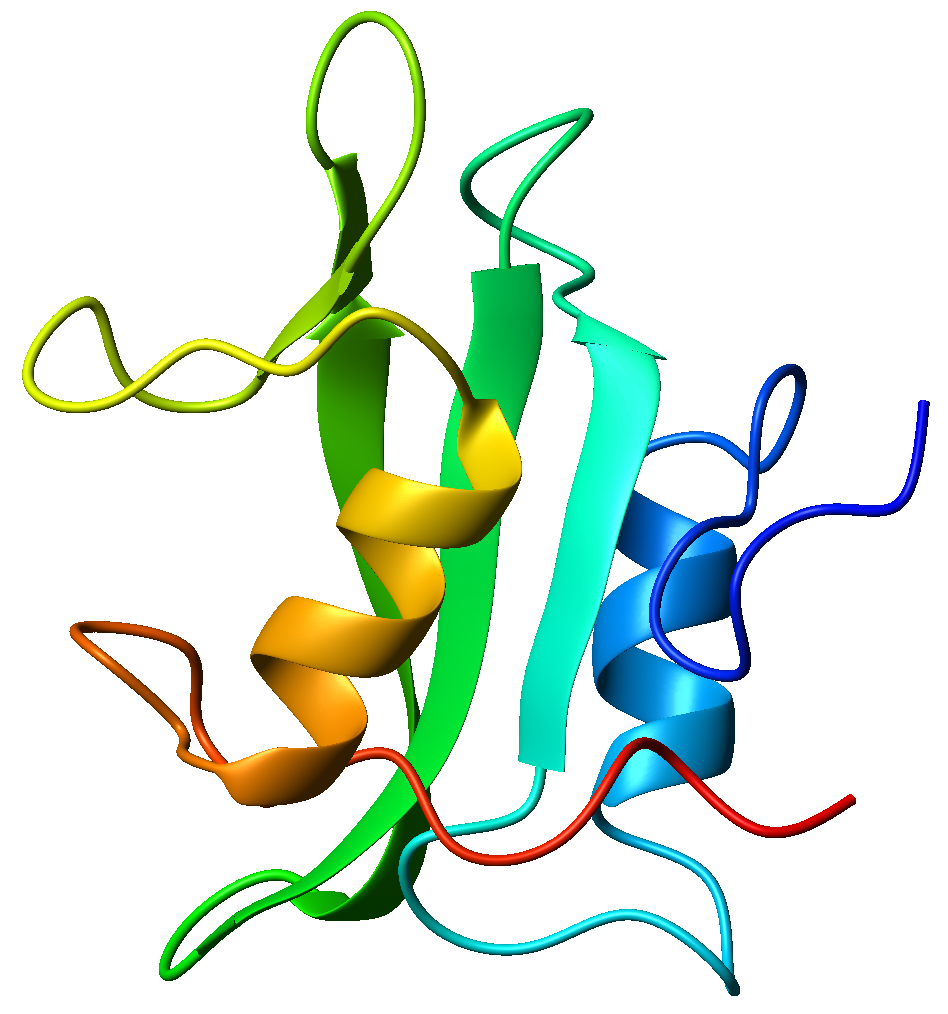
Estructura cristalográfica del dominio SH2. La estructura consiste en una gran lámina beta (verde) flanqueada por dos hélices alfa (naranja y azul).

El dominio SH2 (del inglés Src Homology 2) es un dominio de proteínas estructuralmente muy conservado en la oncoproteína Src y en muchas otras proteínas de transducción de señales intracelulares.

## Introducción
Las interacciones proteína-proteína desempeñan un papel importante en el crecimiento y desarrollo celular. Los dominios modulares, que son las subunidades de una proteína, moderada estas interacciones mediante la identificación de secuencias cortas de péptidos. Estas secuencias de péptidos determinan las posibles uniones de cada proteína. Uno de los dominios más destacados es el dominio SH2, que desempeña un papel vital en la comunicación celular. Su longitud es de aproximadamente 100 aminoácidos de largo y se encuentra en unas 115 proteínas humanas. En cuanto a su estructura contiene 2 hélices alfa a ambos lados de una lámina beta de 3 hebras. Investigaciones han demostrado que tiene una elevada afinidad por los residuos de tirosina fosforilada y se sabe que identifica una secuencia de 3 a 6 aminoácidos en el motivo peptídico.

## Unión y fosforilación
Los dominios SH2 suelen unirse a residuos de tirosina fosforilada en el contexto de un motivo peptídico de mayor tamaño en la proteína diana, y los dominios SH2 dominios representan la mayor clase de dominios de reconocimiento de pTyr.
La fosforilación de residuos de tirosina en una proteína sucede durante la transducción de señales y es llevada a cabo por tirosinquinasas. De esta manera, un sustrato de la fosforilación de la tirosinquinasa actúa como un interruptor para activar la unión a un dominio SH2 contenido en proteínas. La cercana relación entre la tirosinquinasa y los dominios SH2 aparece por su emergencia coordinada durante la evolución de eucariotas.

## Diversidad
Los dominios SH2 están presentes en levaduras y aparecen en la frontera entre los protozoo y animalia en organismos tales como la ameba Dictyostelium discoideum.
Un examen bioinformático detallado  de los dominios SH2 en humanos y ratones revela 120 dominios SH2 encontrados en 115 proteínas codificadas por el genoma humano, lo que representa una rápida tasa de expansión evolutiva entre los dominios SH2.
Un gran número de estructuras de dominios SH2 han sido resueltas y muchas proteínas SH2 han sido estudidadas en ratones knock out.

## Función
La función de los dominios SH2 es la de reconocer específicamente el estado fosforilado de los residuos de tirosina. Este proceso constituye un evento fundamental en la transducción de señales a través de membrana, en donde una señal en el compartimento extracelular es detectada por un receptor y es convertida en el compartimento intracelular a una forma química diferente, i.e. la de una tirosina fosforilada. La fosforilación de la tirosina lleva a la activación de una cascada de interacciones proteína-proteína donde aquellas que contienen el dominio SH2 son reclutadas a sitios con tirosina fosforilada. Este proceso inicia una serie de acontecimientos que eventualmente resultan en la alteración de patrones de expresión génica u otras respuestas celulares.